# Nunc est bibendum

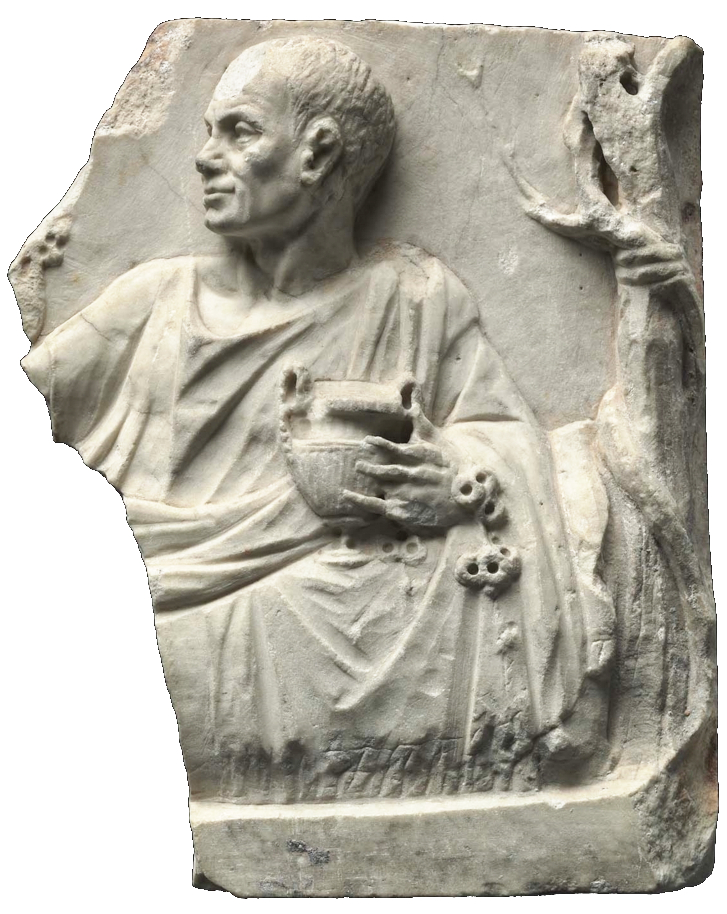
Horaz? Fragment eines zeitgenössischen Marmorreliefs

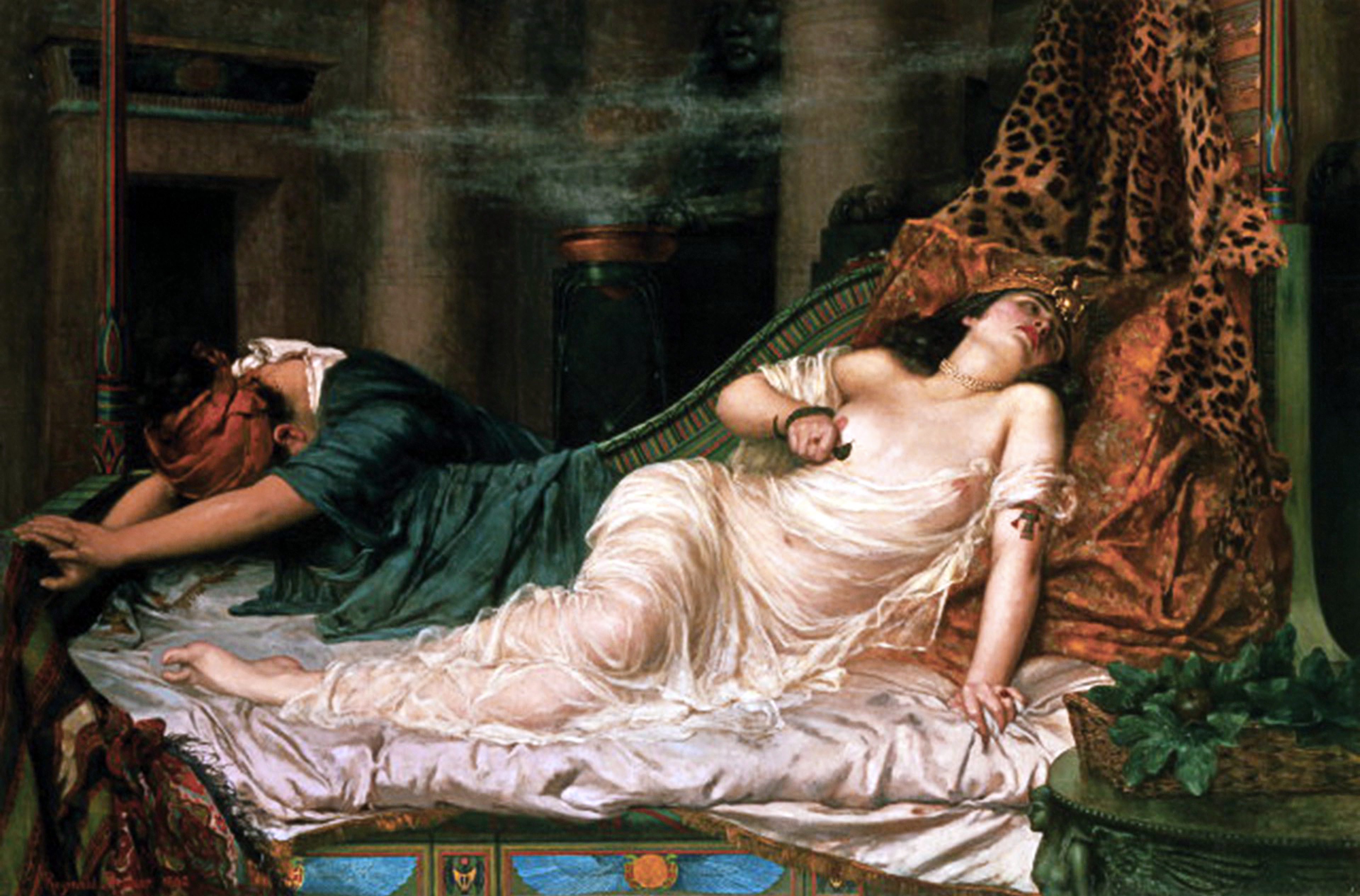
Reginald Arthur: Der Tod der Kleopatra, 1892

Nunc est bibendum (Latein für dt. „Jetzt lasst uns trinken“ oder wörtlich: „jetzt gilt’s zu trinken“) ist eine Sentenz aus dem 30 v. Chr. entstandenen Lied (lat.: carmen) 1,37 des römischen Dichters Horaz (65 – 8 v. Chr.).

## Übersetzung
Original:

Nunc est bibendum, nunc pede libero

pulsanda tellus, nunc Saliaribus

ornare pulvinar deorum

tempus erat dapibus, sodales.
Übersetzung:

Jetzt lasst uns trinken, jetzo mit freiem Fuß

Den Boden stampfen! Freunde, jetzt ist es Zeit

Der Götter Polster auszuschmücken

Mit Saliarischem Opfermahle!

## Ursprung
Horaz beginnt seine Ode in dem nach Alkaios von Lesbos benannten Versmaß, der alkäischen Strophe, mit dem Ausruf der Freude und Erleichterung, mit dem dieser Dichter, von dem Tyrannen Myrsilos von Mytilene aus seiner Heimat Lesbos verbannt, auf dessen Tod reagierte (griech.: Nyn chrê methysthēn – Νῦν χρῆ μεθύσθην). Damit beantwortet Horaz die Frage, die er ein Jahr zuvor, nach der Schlacht bei Actium, am Anfang der 9. Epode gestellt hatte: „Wann, Cäsars froh, des Siegers, trink' ich Cäkuber / Zu Feiermählern aufbewahrt [...]?“ Nun nach der Eroberung Alexandrias und dem Tod Kleopatras kann er „dem zögernd fragenden Wann der Epode ein in der dreimaligen Wiederholung triumphierend erklingendes Jetzt antworten“. „Ursprünglich ein Trinklied, verwandelt sich die Ode 1,37 in eine dramatische Erzählung von Kleopatras Bedrohung für die römische Existenz und von Octavians Sieg“. Durfte man bis dahin, „solange noch dem Capitol / die wahnsinnige Königin Untergang / und Vernichtung dem Reich drohte“, den Wein nicht aus dem Keller holen, so löst jetzt „die Freiheit den Festtaumel aus, wie es im ersten Vers heißt [...], während in den letzten Versen im stärksten Gegensatz dazu Kleopatras Körper das Schlangengift trinkt“.
„Anlass zur Freude war für Horaz nichts anderes als der Tod der Kleopatra und die damit verbundene Befreiung des römischen Volkes von der Gefahr der Tyrannei. Die Wortwahl ist drastisch und richtet sich dabei klar gegen weibliche Herrschaft“, die als „unnatürlich und gefährlich“ abgewertet wird.
Die Worte „Nunc est bibendum“ wurden später zu einem bekannten Trinkspruch in Studentenverbindungen. Im horazischen Sinne ist „der Wein kein bloßes Genussmittel, sondern ein unterstützendes Mittel [...]: inspirierende Kraft zum Erzählen (1,27) und Stimulans zum Feiern, und um Freude in passende Worte zu fassen (1,37)“.
Der Name der Werbefigur Bibendum geht auf diesen zum geflügelten Wort gewordenen Trinkspruch zurück.